# Markus Knüfken

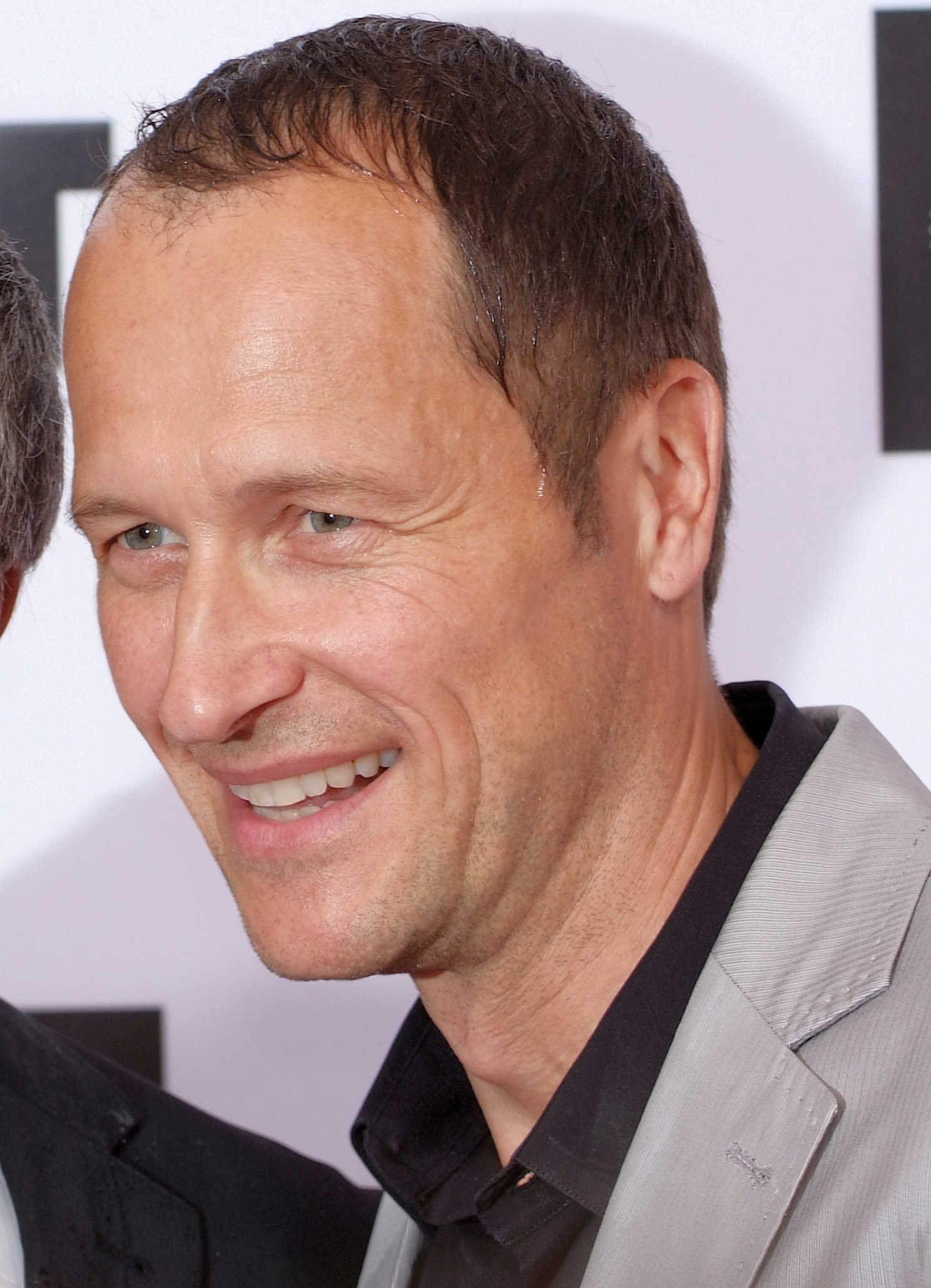
Markus Knüfken, 2012

Markus Knüfken (* 18. August 1965 in Essen) ist ein deutscher Schauspieler.

## Leben
Markus Knüfken wuchs in Essen auf. Er machte 1985 in Essen-Kettwig sein Abitur und zog dann nach München, um seinen Zivildienst anzutreten. 1987 arbeitete er für sechs Monate im Paketpostamt München, um eine halbjährige Reise nach Australien zu finanzieren. Im April 1988 kam er aus Australien zurück. Er machte den Taxischein und arbeitete als Dauerstatist bei der Bavaria Film für die ARD-Reihe Rote Erde.
Von 1990 bis 1993 machte er eine Ausbildung als Schauspieler bei der Schauspielschule Schauspiel München. Sein erstes Engagement hatte er im Februar 1994 beim Stadttheater Herford. Zuvor hatte er bereits seine ersten Fernsehproduktionen gedreht. Seine erste große Rolle spielte Knüfken im November/Dezember 1993 als rechtsradikaler Skinhead in der Polizeiruf-110-Folge Samstags wenn Krieg ist unter der Regie von Roland Suso Richter. Es folgten Hauptrollen in Krimi-Reihen wie Tatort und Notruf Hafenkante.
Im Jahr 1995 etablierte sich Markus Knüfken mit der Hauptrolle des Eddie Velten in der Serie Auf Achse. Seitdem hat er in vielen Fernsehfilmen, Serien aber auch Kinoproduktionen mitgespielt. Bekannte Produktionen waren Bang Boom Bang, Das merkwürdige Verhalten geschlechtsreifer Großstädter zur Paarungszeit und Knockin’ on Heaven’s Door.
Markus Knüfken war mit der niederländischen Schauspielerin Ellen ten Damme verheiratet. Er lebt seit 2003 in Hamburg und ist mit Andrea Lion verheiratet, mit der er ein Kind und eine Stieftochter hat.

## Filmografie
- 1994: Polizeiruf 110: Samstags, wenn Krieg ist
- 1994: Tatort: Mord in der Akademie
- 1994: Drei Tage im April
- 1994: Die letzte Entscheidung
- 1996: Der Clown – Der Tod eines Clowns
- 1996: Auf Achse (TV-Serie)
- 1997: Knockin' on Heaven's Door
- 1997: Das merkwürdige Verhalten geschlechtsreifer Großstädter zur Paarungszeit
- 1997: Pas de deux (Kurzfilm)
- 1997: Sterben ist gesünder
- 1997: Hotel Mama – Die Rückkehr der Kinder
- 1997: Liebesfeuer
- 1997: Ein todsicheres Ding
- 1997: Rendez-vous (Kurzfilm)
- 1997: Zwei Brüder (TV-Serie, eine Folge)
- 1997: Kochzeit (Love Bites) (Kurzfilm)
- 1998: Kai Rabe gegen die Vatikankiller
- 1998: Callboy
- 1998: Herzbeben – Die Nacht, die alles veränderte
- 1998: Balko (TV-Serie)
- 1999: Bang Boom Bang – Ein todsicheres Ding
- 1999: SK Kölsch (TV-Serie)
- 1999: Hotel Mama – Mama auf der Flucht
- 1999: S. geht rund (Kurzfilm)
- 2000: Schule
- 2000: DoppelPack
- 2000: Es geht nicht immer nur um Sex
- 2000: Zwei Mädels auf Mallorca – Die heißeste Nacht des Jahres
- 2000: Der Held aus Apulien
- 2000: Tatort: Bittere Mandeln
- 2000: Models
- 2000: Honolulu
- 2001: DoppelPack
- 2001: Auf Herz und Nieren
- 2001: Im Netz der Lüge
- 2001: Der Millennium Mann
- 2001: The Last Blow Job (Kurzfilm)
- 2001: Bobby
- 2002: Vollweib sucht Halbtagsmann
- 2002: Verhexte Hochzeit
- 2002: Ich schenk Dir einen Seitensprung
- 2002: Das Zeitbombenprinzip (Kurzfilm)
- 2003: Gott ist tot
- 2004: Pfarrer Braun (TV-Serie, Folge: Ein verhexter Fall)
- 2004: Pfarrer Braun (TV-Serie, Folge: Der Fluch der Pröpstin)
- 2005: Das Leben der Philosophen
- 2005: Schneckentempo (Kurzfilm)
- 2006: Zwei Millionen suchen einen Vater
- 2006: Da kommt Kalle (TV-Serie, 12 Folgen)
- 2007: Manatu – Nur die Wahrheit rettet Dich
- 2008: Utta Danella – Das Geheimnis unserer Liebe
- 2008–2009: Notruf Hafenkante
- 2009: Stürme in Afrika
- 2010: Polizeiruf 110: Schatten
- 2010: Männer lügen nicht
- 2011: Küstenwache (TV-Serie, eine Folge)
- 2011: On Air
- 2011: Die Landärztin
- 2011: Glück auf Brasilianisch
- 2011: Die Landärztin – Schicksalswege
- 2012: Die Braut im Schnee
- 2012: Großstadtrevier
- 2012: SOKO 5113
- 2012: Bei Hitze ist es wenigstens nicht kalt
- 2012: Tschüß Papa (Kurzfilm)
- 2012: Radio Silence – Der Tod hört mit
- 2013:  Antilopen
- 2013: Die Landärztin – Entscheidung des Herzens
- 2013: Die Landärztin – Vergissmeinnicht
- 2013–2014: Die Pfefferkörner
- 2013: Kaiserschmarrn
- 2013: Die dringlichsten Sehnsüchte der Eleonore Schwarz
- 2013: Der Staatsanwalt
- 2013: SOKO Stuttgart, Folge: Tattoo
- 2013: Liebe am Fjord – Sog der Gezeiten
- 2014: Der Lehrer – S03E02
- 2014: Um Himmels Willen
- 2014: Heiter bis tödlich: Koslowski & Haferkamp, 2 Folgen
- 2014: diePrüfung. (Kurzfilm)
- 2016: Wilsberg: In Treu und Glauben
- 2016: Das Mädchen aus dem Totenmoor
- 2017: Alarm für Cobra 11 – Die Autobahnpolizei – FKK-Alarm für Semir
- 2017: In aller Freundschaft – Die jungen Ärzte – Klartext
- 2020: SOKO München: Nackte Wahrheit
- 2021: Tatort: Und immer gewinnt die Nacht